# Ermini (heràldica)
L'ermini és un folre emprat per l'heràldica que consisteix en un camper d'argent sembrat d'un nombre indeterminat de cues d'ermini de sable.
El contraermini és el folre oposat (de sable sembrat de cues d'ermini d'argent).
Per la seva banda, la cua d'ermini és un moble heràldic en forma de taca negra que imita la cua d'un ermini, a manera de floc de tres o cinc blens, units a la part de dalt per tres punts.

L'escut de la Bretanya és un camper d'erminis
Escut amb contraermini
Escut amb tres cues d'ermini